# Dyenmonus nuptus
Dyenmonus nuptus is een keversoort uit de familie boktorren (Cerambycidae). De wetenschappelijke naam van de soort is voor het eerst geldig gepubliceerd in 1868 door Thomson.